# Алексей Толстой (писател)
Вижте пояснителната страница за други личности с името Алексей Толстой.
Граф Алексей Николаевич Толстой е руски писател, академик (от 1939 г.), депутат във Върховния съвет на СССР, автор на множество романи, разкази и повести. Ревностен поддръжник на комунистическия режим в СССР, 3 пъти носител на Сталинска премия (1941, 1943 и 1946, посмъртно).

## Биография
Роден е на 10 януари 1883 г. (29 декември 1882 г. по стар стил) в град Николаевск (сега Пугачов), Самарска губерния, в семейството на граф Н. А. Толстой и детската писателка А. Л. Востром. Майката на А.Н. Толстой е далечна роднина на Тургенев, докато баща му Николай Александрович е от обеднял клон на рода на Лев Николаевич. Началното си образование получава вкъщи, а през 1897 г., когато семейството се мести в Самара, постъпва в реално училище. След като го завършва през 1901 г., заминава за Петербург и започва да следва в Технологичния институт.
През 1907 г. решава да се посвети на творческа кариера и напуска Института, без да го завърши. Същата година излиза неговата първа стихосбирка „Лирика“. През 1914 – 1916 г. работи като военен кореспондент във вестник „Русские ведомости“, пътува често до фронта, бил е в Англия и Франция. През този период написва серия от очерци и разкази за войната. През 1918 г. емигрира в Париж, където живее до 1921 г. Следващите 2 години прекарва в Берлин и през 1923 г. се завръща в родината си.
През 1944 г. му е поставена диагнозата „рак на белия дроб“. Болестта се развива бързо и на 23 февруари 1945 г. А. Н. Толстой умира.
А. Н. Толстой е дядо на писателката Татяна Толстая.

## Творчество
Най-известен е с фантастични произведения като „Аелита“ (1923, за пътешествие до Марс) или „Хиперболоидът на инженер Гарин“ (1927, за изобретението на нещо като лазер) и с адаптацията по „Приключенията на Пинокио“ на Карло Колоди – „Златното ключе или приключенията на Буратино“. В историческата си трилогия „Ходене по мъките“ се стреми да даде обосновка и оправдание на революцията от 1917 г. и на болшевизма. Също е написал повестта „Детството на Никита“.

## Произведения
- 1907 г. „Лирика“, стихосбирка
- 1910 г. „Заволжье“, разкази
- 1910 г. „Сорочьи сказки“, разкази
- 1910 г. „Мечтатель“, повест
- 1911 г. „Неверный шаг“, повест
- 1911 г. „За синими реками“, стихове
- 1911 г. „Заволжье“, цикъл разкази
- 1911 г. „Две жизни“, роман
- 1912 г. „Хромой барин“, роман
- 1913 г. „Приключения Растегина“, повест
- 1914 г. „Большие неприятности“, повест
- 1916 г. „Касатка“, пиеса
- 1916 г. „Нечистая сила“, комедия
- 1917 г. „Мракобесы“, комедия
- 1920 г. „Детство Никиты“, повест
- 1921 г. „Граф Калиостро“, повест
- 1923 г. „Аелита“, научнофантастичен роман
- 1924 г. „Похождения Невзорова, или Ибикус“, сатиричен роман
- 1925 г. „Голубые города“, повест
- 1925 г. „Похождения Невзорова, или Ибикус“, повест
- 1927 г. „Хиперболоидът на инженер Гарин“, научнофантастичен роман
- 1931 г. „Необычайные приключения на волжском пароходе“, повест
- 1931 г. „Чёрное золото“, роман
- 1936 г. „Златното ключе или приключенията на Буратино“, книга за деца
- 1937 г. „Хлеб“, повест
- 1922 – 1941 г. „Хождение по мукам“, роман-трилогия
- 1930 – 1945 г. „Петр Первый“, исторически роман-трилогия, незавършен
- 1942 – 1943 г. „Иван Грозный“, драма в 2 части

## Памет
До 1990-те години днешният бул. „Рожен“ в София е носил името „Алексей Толстой“.